# 关定华
关定华（1927年—2003年），男，广西梧州人，中国声学家，中国科学院声学研究所研究员、原所长，曾任中国声学学会理事长，中国海洋学会副理事长。